# Chiesa di San Giovanni Battista (Rapagnano)
La Chiesa di San Giovanni Battista è il principale luogo di culto cattolico di Rapagnano, in provincia di Fermo e arcidiocesi di Fermo.

## Storia[1][2]
La chiesa di San Giovanni Battista è l'unione di numerosi edifici, precisamente delle chiese di Santa Maria di Staturano e San Severo e della chiesa dei Santissimi Giovanni e Paolo. L'origine degli edifici primitivi è ad oggi sconosciuta, anche se tramite alcuni documenti si evince che già nel XV secolo, precisamente nel 1453 e 1454, erano già presenti. Le due chiese erano entrambi chiese parrocchiali. Nella seduta dei consiglieri comunali, avvenuta il 4 aprile 1700, numerose mura avevano bisogno di un intervento di consolidamento, ma i lavori che l'amministrazione comunale eseguì, non fecero cessare il problema.
Nella relazione stilata dai parroci Bernardino Perozzi d'Acquaviva e Giuseppe Campanelli, datata nel gennaio del 1728, si capisce che nonostante ci fossero due parrocchie e due parroci differenti, solo una chiesa e un solo parroco esercitava la sua professione, alternandosi settimanalmente, mentre i funerali erano celebrati dal parroco a cui il defunto apparteneva. Nel 1753, precisamente l'11 gennaio, dopo che le problematiche continuarono a peggiorare, la comunità decise di abbattere il pulpito della chiesa di Santa Maria, vista la mancanza di fondi per poter finanziare i lavori. Nello stesso mese però, dopo un'accurata valutazione da parte delle autorità competenti, il degrado era in uno stato troppo avanzato in tutta la chiesa, quindi si decise di demolirla.
Nel settembre del 1755, l'arcivescovo Alessandro Borgia, in visita al paese, approvò la costruzione della nuova chiesa e il 20 marzo 1759 venne posta la prima pietra dell'attuale chiesa, completata nel 1763.

### Realizzazione della Collegiata
La nuova chiesa fu accolta benevolmente dalla popolazione locale, a tal punto che i parroci e le confraternite, in accordo tra loro, decisero di costruire al suo interno una "chiesa collegiata" e, per procedere, chiesero anche l'appoggio del papa, senza però ottenere risposta. La situazione venne sbloccata solo 41 anni dopo, precisamente il 3 luglio 1804, quando i parroci deliberarono la possibilità di istituire una chiesa collegiata: i cittadini, per affrontare l'ampliamento strutturale che questa scelta comportò, cedettero i loro beni (case e terreni) al bene ecclesiastico locale. Il 29 maggio 1805 la bolla pontificia e il conseguente decreto esecutoriale dell'allora arcivescovo Cesare Brancadoro del 7 ottobre, confermarono che all'interno della chiesa parrocchiale venisse eretta la collegiata, dedicata a Santa Maria e Gianbattista.

## Architettura e stile[1][2]

### Interno
L'interno inizia nella torre campanaria, modificata nel corso degli anni per renderla il punto di accesso principale della chiesa. L'ingresso presenta un'acquasantiera del 1539, posta di fronte ad una fonte battesimale del 1960, opera di Giovanni De Sanctis, e sormontata da una lapide con scritte latine che farebbero pensare che Papa Giovanni XVII sia nato a Rapagnano e non a Roma. L'interno della chiesa è decorato con stucchi e marmi finti, decorazione compiuta dal 1910 al 1912 dal pittore montegiorgese Attilio Tentoni e dal locale Arnaldo Nicosanti. Gli affreschi che si possono trovare sulle pareti e sulle volte, rappresentano la vita di Giovanni Battista e di altri Santi, il Vangelo, e le tre virtù teologali, ovvero la fede, la speranza e la carità. 
Nonostante oggi si conservino solo cinque altari, anticamente le chiese avevano sette altari, tre per lato e uno al centro della chiesa vicino al campanile. Questi sono: 
- Altare dei Santissimi Sebastiano e Bernardino: di proprietà dell'omonima confraternita religiosa;
- Altare del Santo Rosario: curato dalla Compagnia del Santo Rosario, al suo interno si può trovare la statua conosciuta come Maria Santissima;
- Altare di San Giovanni Battista: originario del medioevo, a partire dal 1573 fino al risorgimento ha subito numerosi cambiamenti, poiché era in possesso della comunità. All'interno, inserita in una nicchia, si può trovare il reliquario della mano sinistra di Giovanni Battista;
- Altare di Santa Rosalia: eretto dal capitano Giovanni Rettini;
- Altare di Santo Stefano.